# Фолклендська війна

Розташування Фолклендських островів

Фолкле́ндська або Мальвінська війна́ 1982 року (англ. Falklands War, ісп. Guerra de las Malvinas) — війна між Великою Британією і Аргентиною за контроль над Фолклендськими (Мальвінськими) Островами. Ні Аргентина, ні Велика Британія формально не оголошували одна одній війни; з погляду обох, воєнні дії виглядали відновленням контролю над своєю законною територією. Війна завершилася рішучою перемогою Великої Британії, яка контролює острови понині.

## Причини конфлікту

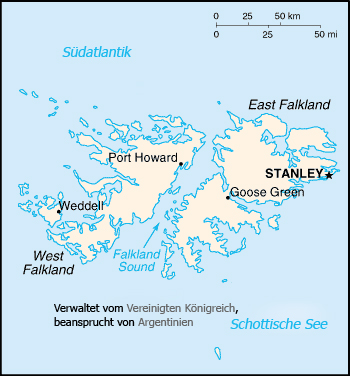
Фолклендські (Мальвінські) острови

Після здобуття незалежності від Іспанії за підтримки Великої Британії Аргентина вважала ці острови своїми, як і нічийні Патагонію та Вогняну землю. Захоплення Мальвінських островів Сполученим Королівством в 1833 році викликало незадоволення серед населення Аргентини. Генерал-лейтенант аргентинської армії Леопольдо Галтьєрі, який прийшов до влади в кінці 1981 року, вирішив використати народне обурення з цього питання. Він хотів виграти війну за Мальвінас і перемогою в ній стабілізувати своє хитке владне становище.

## Початок конфлікту
2 квітня 1982 року аргентинський десант висадився на островах і змусив капітулювати невеликий гарнізон британських морських піхотинців. Наступного дня аргентинці захопили острів Південна Джорджія, що знаходився на великій відстані від Фолклендів. Аргентинське керівництво сподівалося, що Велика Британія, поставлена перед фактом втрати островів, змириться з цим і не стане організовувати дорогу військову операцію. Проте реакція британців виявилася абсолютно протилежною. До Південної Атлантики негайно було відправлено військово-морське з'єднання з метою повернення островів у складі двох авіаносців «Гермес» та «Інвінсібл», 5 есмінців та 6 фрегатів. Неготовність Аргентини до ведення справжньої війни виявилася вирішальним чинником, що зумовив результат кампанії. На Фолклендах були розміщені дві аргентинські піхотні бригади, що займали стаціонарні оборонні позиції і які майже не мали бойової техніки. Після введення британцями блокади островів, яка здійснювалася підводними човнами, виникли значні труднощі з морським постачанням гарнізону. Єдина бетонована злітно-посадкова смуга на Фолклендах була дуже короткою для реактивних бойових літаків. Тому основна частина аргентинської авіації впродовж війни була вимушена діяти з континентальних авіабаз. Після довгого перельоту літаків палива залишалося лише на один бойовий захід; це практично унеможливлювало ведення аргентинськими пілотами повітряних боїв.
Британці також зіткнулися зі значними труднощами в ході кампанії. Деякі військові експерти вважали, що операція з повернення островів (отримала офіційну назву «Corporate») приречена на провал. Ключову роль при її проведенні зіграла американська військова база на острові Вознесіння у центральній частині Атлантичного океану, надана британській авіації для базування. Єдиними бойовими літаками, придатними для використання з двох британських авіаносців, були приблизно три десятки «Сі Харрієр», згодом посилені декількома штурмовими літаками «Харрієр». Вони повинні були грати роль перехоплювачів і винищувачів-бомбардувальників, забезпечуючи авіаційну підтримку в ході десантної операції.
25 квітня британські сили висадилися на острові Південна Джорджія. Британці майже не зустріли опору, аргентинський гарнізон швидко капітулював.

## Повітряно-морська фаза

### Початок бойових дій

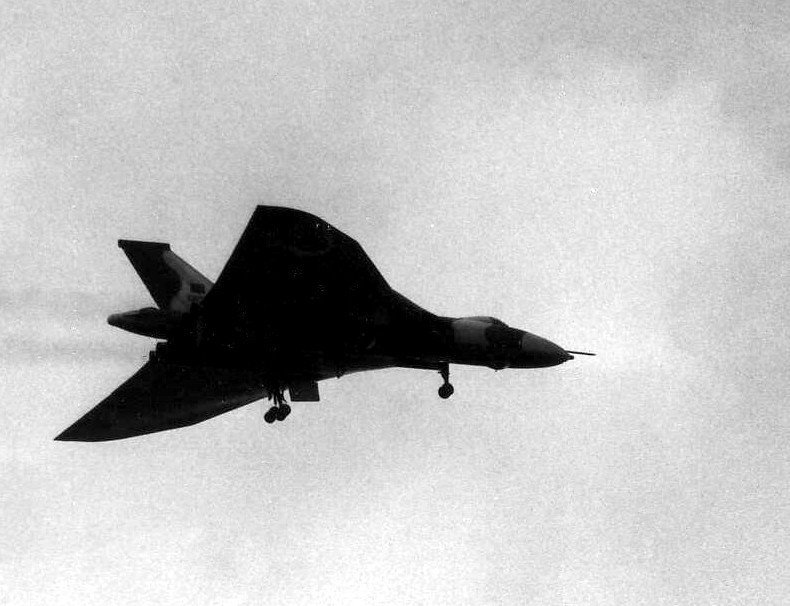
Бомбардувальник «Вулкан» повертається з бойового вильоту. 18 травня 1982

Основні бойові дії в районі Фолклендів почалися 1 травня 1982 року, коли аргентинська авіація вперше спробувала атакувати флот противника (безуспішно, втративши три літаки від дій «Сі Харрієрів»), а британська авіація і кораблі бомбардували аргентинські позиції в районі Порт-Стенлі.
2 травня британський атомний підводний човен «Конкерор» потопив аргентинський крейсер «Генерал Бельграно», внаслідок чого загинули 323 людини — це була найбільша втрата Аргентини за всю війну. Після цього аргентинський військово-морський флот отримав наказ повернутися до своїх баз і до закінчення бойових дій більш ніяк не проявив себе. У цих умовах аргентинське командування було вимушене зробити ставку на авіацію, сподіваючись, що людські втрати та втрати великих бойових кораблів змусять Велику Британію відмовитися від своїх намірів. Штурмовики A-4 «Скайхок» і винищувачі-бомбардувальники «Даггер» періодично атакували британський флот, використовуючи звичайні вільно падаючі бомби. Через украй низьку висоту скидання (літаки заходили в атаку на малих висотах, щоб не бути виявленими радарами «Сі Харрієрів») детонатори більшості бомб не встигали встати на звід, що, проте, не рятувало кораблі від серйозних пошкоджень в результаті попадання важких «болванок». Головна надія аргентинців була покладена на штурмовики «Супер Етандар» з новітніми протикорабельними ракетами «Екзосет» французького виробництва. 4 травня такою ракетою був сильно пошкоджений (згодом затонув) есмінець «Шеффілд», що стало серйозним потрясінням для британської громадськості. Проте у аргентинців було всього п'ять ракет «Екзосет» у варіанті повітряного базування.

### Затишшя
Після 4 травня в бойових діях настала двотижнева перерва, хоча мали місце окремі сутички на морі і в повітрі. Британська авіація і флот потопили декілька аргентинських суден, виявлених у забороненій зоні. Аргентинським штурмовикам A-4 вдалося серйозно пошкодити есмінець «Глазго». Уночі 15 травня підрозділ британських спеціальних сил SAS атакував аргентинський аеродром на острові Пеббл і знищив 11 літаків.
Водночас продовжувалися переговори про можливе врегулювання конфлікту за посередництвом ООН. На початок 20-х чисел травня стало очевидно, що мирне врегулювання неможливе. До того часу 3-тя бригада морської піхоти Великої Британії вже готувалася до висадки на Фолклендах, а на шляху до островів знаходилася 5-та піхотна бригада.

## Сухопутна фаза

### Сан-Карлос і Гуз-Грін

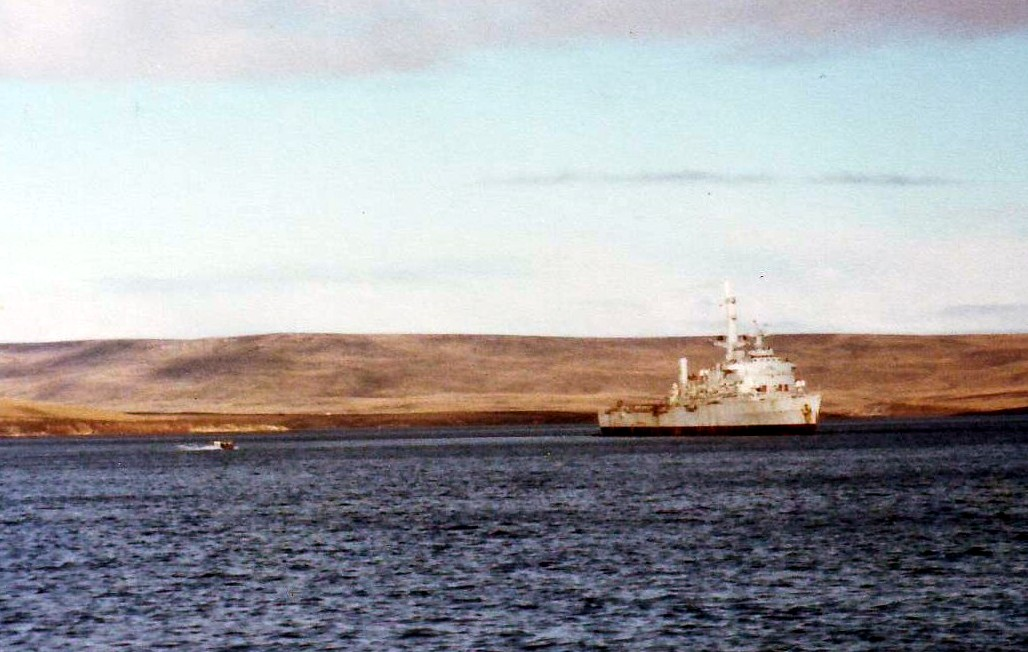
Десантний транспорт-док «Феарлесс» у бухті Сан-Карлоса

Основна частина аргентинських військ була сконцентрована на острові Східний Фолкленд у районі Порт-Стенлі (єдине місто і адміністративний центр островів). З врахуванням цього британське командування вибрало місцем висадки бухту Сан-Карлос, що розташована на іншому кінці острова, де аргентинці найменше чекали десанту. 3-тя бригада морської піхоти почала висадку вночі 21 травня, зустрівши опір лише з боку невеликого аргентинського загону. Проте зі світанком над Фолклендською протокою з'явилися аргентинські літаки — ВПС Аргентини зробили спробу організувати масований наліт на британські кораблі у бухті. Цей і декілька подальших днів характеризувалися найзапеклішими повітряними нальотами, у ході яких декілька британських кораблів було сильно пошкоджено і потоплено, а аргентинська авіація зазнала великих втрат.

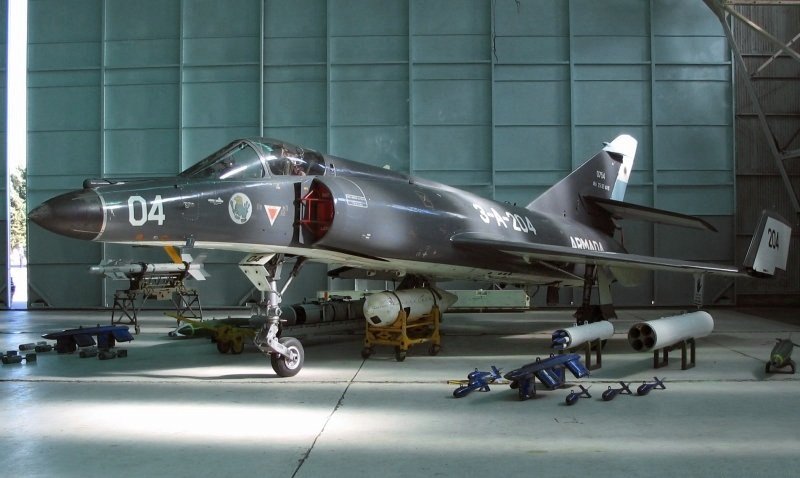
«Супер Етандар» ВМС Аргентини. Перед емблемою ескадрильї помітний силует потопленого цим літаком контейнеровозу «Атлантик Конвейор»

25 травня аргентинці досягли свого найбільшого успіху, пошкодивши «Екзосетом» контейнеровоз «Атлантик Конвейор». Через декілька днів пожежі судно затонуло, а разом з ним — майже всі важкі транспортні вертольоти Ch-47. Це означало, що британським солдатам довелося йти до Порт-Стенлі пішки. Проте, 3-тя бригада вже надійно закріпилася на плацдармі і була готова до подальших дій.
28 травня батальйон британських парашутистів, потайки (наскільки це було можливо після повідомлення BBC про їх пересування) підійшовши до населених пунктів Дарвін і Гуз-Грін, атакував розташований там аргентинський гарнізон. Його ліквідація була необхідна для того, щоб усунути загрозу плацдарму Сан-Карлос з півдня. Після тяжкого бою гарнізон капітулював. Тим часом інші підрозділи 3-ї бригади здійснювали знаменитий піший перехід через весь Східний Фолкленд до Порт-Стенлі. Прибула 5-та піхотна бригада, що складалася з Шотландських і Уельських гвардійців. Частина Уельських гвардійців була відправлена у піший марш від Сан-Карлос, але завдяки тому, що вони мали забагато устаткування, вони повернулись та їх довелося висаджувати з десантних кораблів безпосередньо біля Порт-Стенлі. Неузгодженість дій армійського і військово-морського командування привела до трагедії Блафф-Коув (8 червня), коли два десантні кораблі, що розвантажувалися, були помічені аргентинцями у денний час і поза прикриттям ППО флоту. Внаслідок авіанальоту загинуло близько 50 військовослужбовців, а десантний корабель «Сер Галахед» згодом довелося затопити через отримані ним пошкодження. Проте до кінця першої декади червня дві британські бригади блокували аргентинців у районі Порт-Стенлі і були готові штурмувати ворожу оборону.

### Порт-Стенлі
У ніч на 12 червня 3-тя бригада морської піхоти пішла в атаку на зайняті аргентинцями висоти Маунт-Гаррієт, Ту-Сістерз і Маунт-Лонгдон. До ранку всі висоти були зайняті, хоча не у всіх випадках це виявилося легко (битва за Маунт-Лонгдон стала найкровопролитнішою для британців за всю війну). У ніч на 14 червня настала черга 5-ї піхотної бригади. Її цілями були висоти Маунт-Тамблдаун, Вайрлесс-Рідж і Маунт-Вільям. Валлійські і шотландські стрільці виконали свої завдання, а батальйону гуркхів, еліти британської армії, майже не довелося вступити до бою.
Оскільки Порт-Стенлі був обложений без будь-якої надії на деблокування, аргентинському командуванню не залишалося нічого, окрім капітуляції, що і сталося 14 червня. Велика Британія повернула собі Фолклендські острови. Офіційно війна була завершена 20 червня, коли британські сили висадилися на Південних Сандвічевих островах.

## Втрати сторін
- Аргентина:

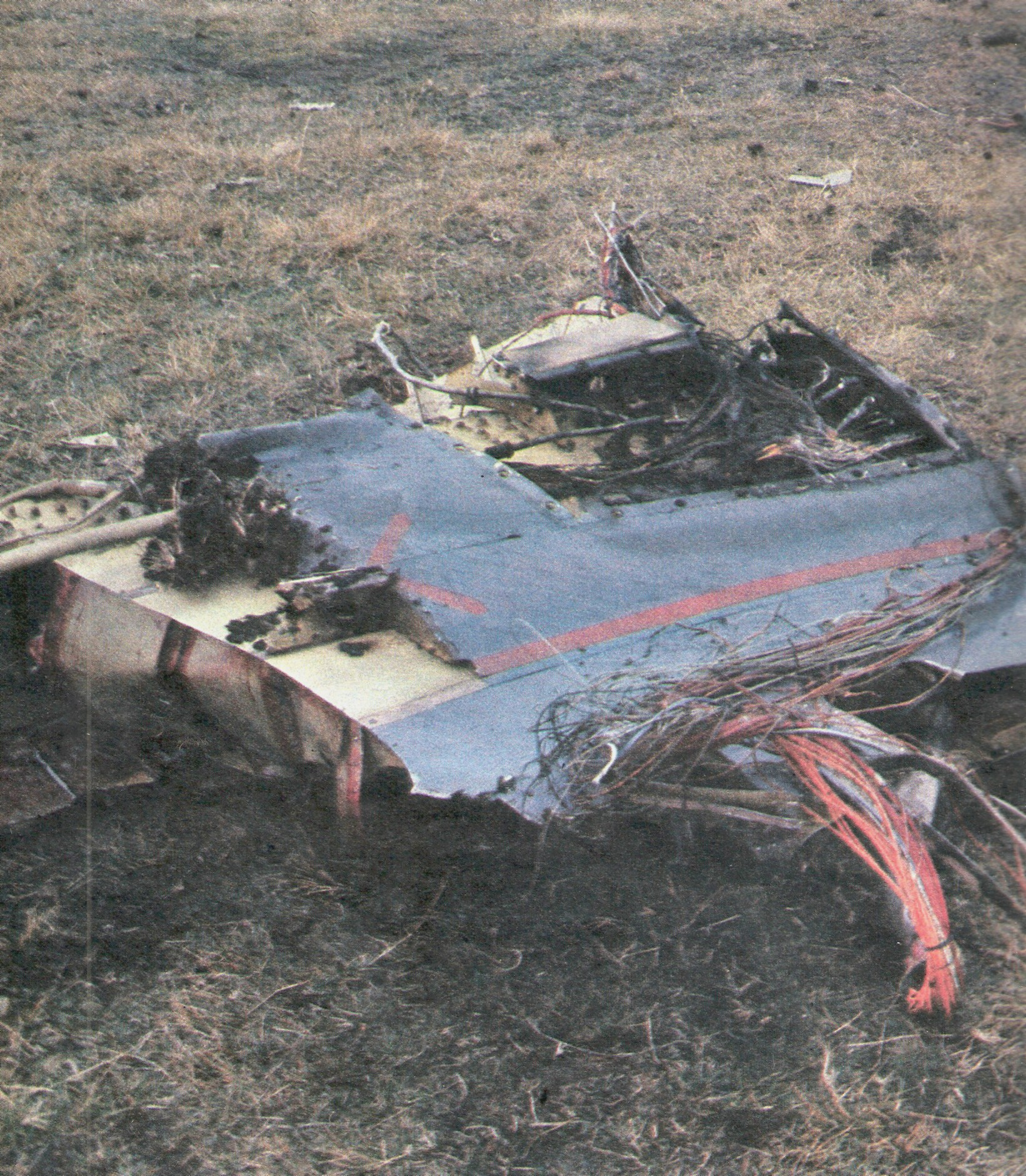
Уламки збитого британського винищувача «Сі Харрієр»

  - 649 осіб вбитими. Під час конфлікту британські війська захопили в полон 11 313 громадян Аргентини
  - Крейсер «Генерал Бельграно» («General Belgrano»)
  - 1 підводний човен («Santa Fe»)
  - 1 патрульний катер («Islas Malvinas»)
  - 4 вантажні судна («Río Carcarañá», «Bahía Buen Suceso», «Isla de los Estados» і «Yehuin»)
  - 1 цивільне судно, що використовувалося для розвідки («Narwal»)
  - 75 літаків
  - 25 вертольотів

- Сполучене Королівство:
  - 258 осіб вбитими (включаючи 3-ох остров'ян)
  - 10 винищувачів-бомбардувальників «Харрієр»
  - 24 вертольоти
  - 2 фрегати («HMS Ardent») і («HMS Antelope»)
  - 2 есмінці («HMS Sheffield» і «HMS Coventry»)
  - 1 контейнеровоз «Атлантик Конвейор»(«Atlantic Conveyor»)
  - 1 десантний корабель («Sir Galahad»)
  - 1 десантний катер («Foxtrot 4»)

## Підсумки конфлікту і його роль в історії

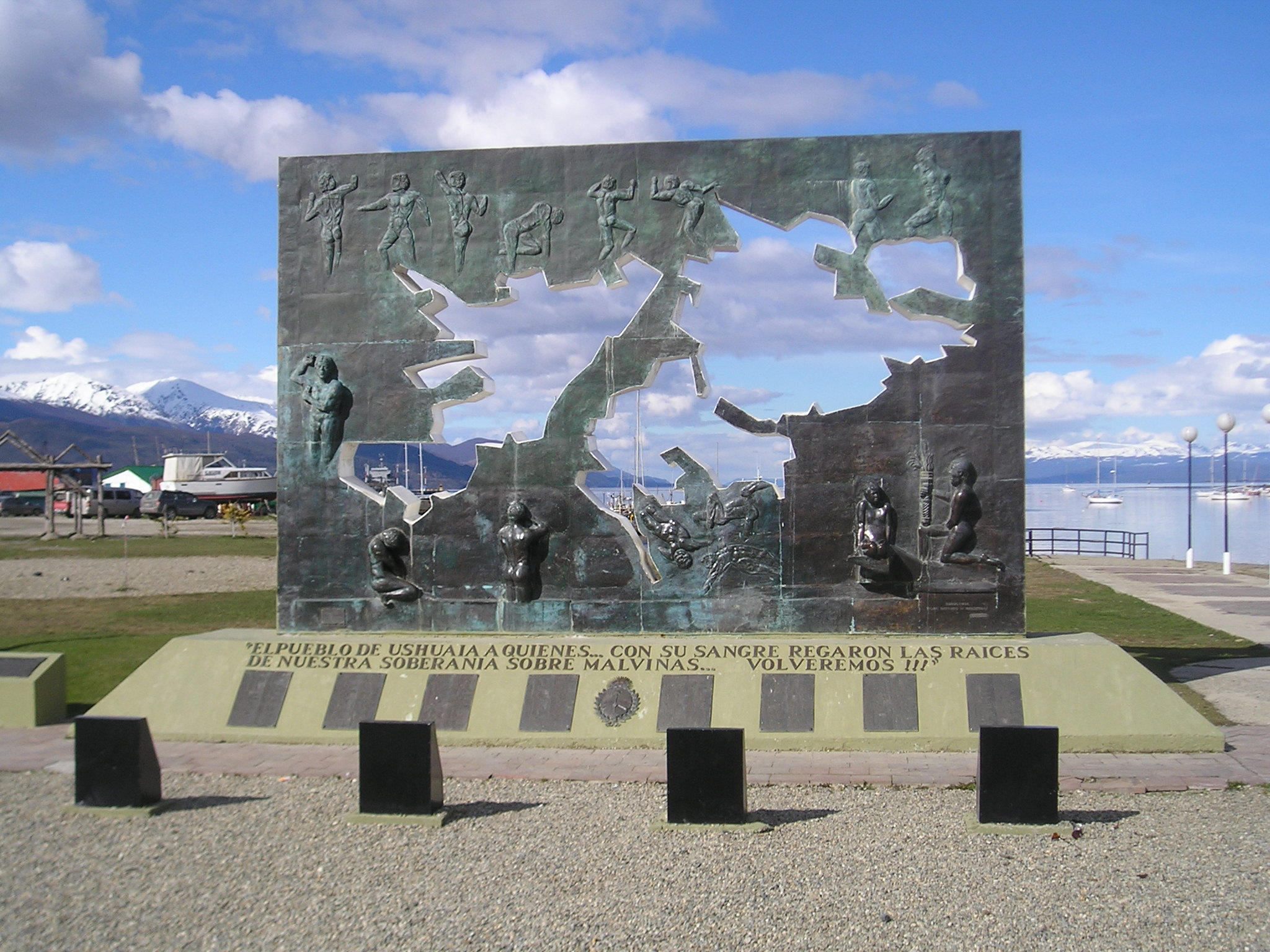
Меморіал загиблим аргентинцям. Ушуая

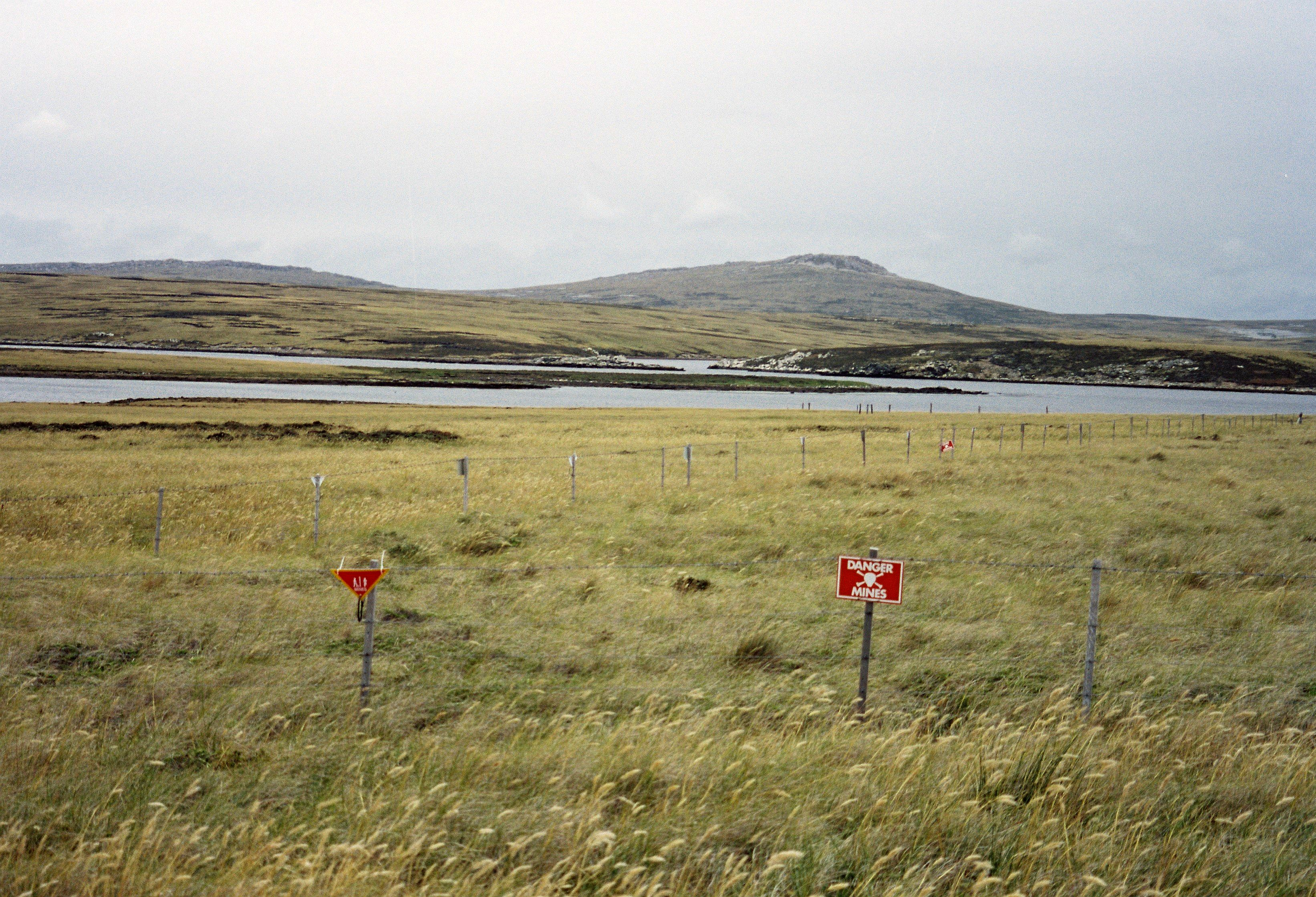
Мінне поле на Східному Фолкленді, 2003 рік

Фолклендський конфлікт був чи не єдиним збройним конфліктом після Другої світової війни, у якому провідну роль грали військово-морські сили. Фахівці звернули увагу на уразливість сучасних бойових кораблів, які тонули від влучання бомб, що не розірвалися, і ракет. Вперше в історії авіації були успішно застосовані в бою літаки вертикального зльоту і посадки. «Сі Харрієри» і «Харрієри» отримали близько 20 повітряних перемог, причому власні втрати від дій авіації супротивника були нульовими.
Багато спостерігачів сприйняли війну як нове свідчення потужності Британії як військово-морської держави, здавалося б, зниклої після розпаду колоніальної Британської імперії.
Перемога сприяла зростанню патріотизму у Великій Британії і посиленню позицій уряду Маргарет Тетчер. Для Аргентини поразка стала болючим ударом по національній гордості. Вона стала безпосередньою причиною падіння аргентинської військової хунти: вже 17 червня Леопольдо Галтьєрі під впливом масових демонстрацій у Буенос-Айресі пішов у відставку. Необхідність війни та її історичне значення досі служить предметом запеклих суперечок в Аргентині, але керівництво країни, як і раніше, не відмовляється від претензій на острови.
Британський флот у прямому розумінні довів свою необхідність і правильність використання підводних човнів у морських битвах.
Хорхе Луїс Борхес написав вірш пам'яті британських і аргентинських солдатів і назвав війну «сваркою двох лисих через гребінець».
12 жовтня 1982 року в ознаменування перемоги в Лондоні пройшов парад.